# Dionigi Atanagi
Dionigi Atanagi (Cagli, 1504 circa – Venezia, 1573) è stato un letterato e poeta italiano.

## Biografia
Discepolo di Claudio Tolomei, fu uno specialista della lingua italiana.
Dopo un periodo trascorso a a Roma, in cui svolse incarichi importanti presso la Curia, si trasferì a Venezia (1559), dove lavorò per vari editori, segnalandosi come curatore di molte opere, fra le quali l'Amadigi di Gaula di Bernardo Tasso. Curò anche una importante raccolta di Lettere facete e piacevoli di diversi uomini grandi (1561) e le Rime di diversi nobili poeti toscani (1565).
Compose rime sacre e amorose, un Ragionamento de la eccellenzia e perfezion de la istoria (1559) e una Vita d'Irene da Spilimbergo (1561), molto apprezzata da Pietro Giordani e Benedetto Croce. Di modesto rilievo è la dissertazione storico-filologica Rhetoricorum Aristotelis ad Theodecten, itemque ad Alexandrum, necnon ex paraphrasi Hermogenis tabulae (Venetiis, apud D. Nicolinum, 1563).